# Ласинскас, Миколас Ионасович
Миколас Ионасович (Миколас Ионо) Ласинскас (Mykolas Lasinskas) — советский и литовский учёный в области гидротехники и гидрологии, доктор географических наук (1972), профессор (1976), академик Литовской академии наук (1980).

## Биография
Родился в Москве 1 декабря 1916 года.
Окончил университет в Каунасе (1948). В 1948—1957 гг. ассистент, старший преподаватель, доцент Каунасского политехнического института.
В 1957—1994 гг. работал в Литовском энергетическом институте (до 1967 года Институт энергетики и электротехники, до 1992 года Институт физико-технических проблем энергетики). В 1961 г. организовал Лабораторию гидрологии, которую возглавлял до 1987 г.
Кандидат технических наук (1953). Доктор географических наук (1972), профессор (1976). Академик Литовской академии наук (1980).
Сфера научных интересов: гидротехника и гидрология; гидроэнергоресурсы рек Литовской ССР (в том числе реки Неман — Нямунас); проектирование малых гидроэлектростанций. Исследовал закономерности формирования поверхностных вод Литвы, гидроэнергетических ресурсов и их использования, влияние энергообъектов на водные объекты.
Лауреат Государственной премии Литовской ССР (1965).
Умер 26 мая 2020 года в Вильнюсе.